# Vietnamorpha spiralis
Vietnamorpha spiralis är en mångfotingart som beskrevs av Sergei I. Golovatch 1984. Vietnamorpha spiralis ingår i släktet Vietnamorpha och familjen orangeridubbelfotingar. Inga underarter finns listade i Catalogue of Life.